# Xenia sansibariana
Xenia sansibariana is een zachte koraalsoort uit de familie Xeniidae. De koraalsoort komt uit het geslacht Xenia. Xenia sansibariana werd in 1899 voor het eerst wetenschappelijk beschreven door May. 